# Asine (Argolide)
Ásine (in greco antico: Ἀσίνη?) era una polis dell'antica Grecia ubicata in Argolide,

## Storia
Si trovava a pochi km. da Nauplia e Omero la indica come parte del regno di Diomede, re di Argo.
In origine fu una città driope, che era stata abitata dal periodo elladico alla fine del periodo geometrico. Era stata abbandonata e poi tornata ad essere un luogo abitato nel periodo ellenistico.
La sua posizione è stata scoperta dagli archeologi svedesi Otto Frödin e Axel W. Persson, sulla costa vicino all'attuale Tolo. Gli scavi archeologici condotti dal 1922, con la partecipazione dell'allora principe ereditario Gustavo Adolfo di Svezia, hanno consentito di portare alla luce l'acropoli circondata da mura ciclopiche e una necropoli di epoca micenea. Gli scavi sono andati avanti dal 1920 quasi ininterrottamente, condotti dall'Istituto svedese di Atene. Il sito è stato usato per ultimo come postazione fortificata dalle truppe italiane durante la seconda guerra mondiale.
Nel 740 a.C., gli Argivi e il loro re Erato lanciarono una spedizione militare contro Asine, la misero sotto assedio e, dopo una breve resistenza degli assediati, distrussero la città dalle fondamenta, perché i suoi cittadini avevano aiutato gli Spartani e il loro re Nicandro nella guerra contro Argo. Dopo la distruzione, gli Argivi si annessero il territorio di Asine e i suoi abitanti si stabilirono nella città di Asine in Messenia, nella terra che era stata loro data dagli Spartani. Questa guerra, raccontata solo da Pausania, dovette svolgersi, in base ai dati archeologici, nella seconda metà dell'VIII secolo a.C.